# Orchestre symphonique de Malmö
L'Orchestre symphonique de Malmö (en suédois : Malmö Symfoniorkester) est un orchestre symphonique basé à Malmö en Suède.

## Historique
L'Orchestre symphonique de Malmö a été fondé en 1925, avec, comme premier chef Walther Meyer-Radon, qui dirige l'orchestre jusqu'en 1929.

## Directeurs
- Walther Meyer-Radon (1925-1929)
- Georg Schnéevoigt (1930-1947)
- Sten-Åke Axelson (1948-1961)
- Rolf Agop (1962-1964)
- Elyakum Shapirra (1969-1974)
- Janos Fürst (1974-1977)
- Stig Westerberg (1978-1985)
- Vernon Handley (1986-1988)
- James DePreist (1991-1994)
- Paavo Järvi (1994-1997)
- Christoph König (2003-2006)
- Vassili Sinaïski (2007-2011)
- Marc Soustrot (2011-2019)
- Robert Treviño (2019-)

## Discographie
L'orchestre a enregistré pour les labels BIS et Naxos.
- Franz Schmidt: Symphonie n° 1, sous la direction de Vassili Sinaïski, (2009, Naxos)[2].
- Camille Saint-Saëns : Intégrale des 5 concertos et pièces pour piano et orchestre, direction  Marc Soustrot, Romain Descharmes, piano (Naxos 2017)
- Camille Saint-Saëns : concertos pour violoncelle et orchestre n°1 et n° 2, Gabriel Schwabe, violoncelle, direction Marc Soustrot (CD Naxos 2017)
- Camille Saint-Saëns :  intégrale des 5 symphonies, direction Marc Soustrot  (3 CD Naxos 2020)
- Beethoven : Intégrale des 9 symphonies, direction Robert Treviño (5 SACD  Ondine 2019)